# Jardín Botánico de Chemnitz
El Jardín Botánico de Chemnitz en alemán: Botanischer Garten Chemnitz es un jardín botánico de 12 hectáreas administrado por la municipalidad de Chemnitz, Alemania.
El código de identificación internacional del Botanischer Garten Chemnitz como miembro del "Botanic Gardens Conservation International" (BGCI), así como las siglas de su herbario es CHEM.

## Localización
Botanischer Garten der Stadt Chemnitz Garten-, Friedhofs- und Forstamt 67, Botanischer Garten, D-09114 Chemnitz, Freistaat-Sachsen-Sajonia, Deutschland-Alemania.
Planos y vistas satelitales.50°52′9.8394″N 12°54′50.3994″E / 50.869399833, 12.913999833
Se encuentra abierto a diario y la entrada es gratuita.

## Historia
El jardín fue fundado en 1898 en un terreno de 1 hectárea, y ampliado en 1933 con 1.75 hectáreas adicionales de huerto.
Fue muy dañado durante la Segunda Guerra Mundial, y reconstruido durante los años 50.
Actualmente el jardín fue reorganizado en 1996, con los nuevos invernaderos construidos en 1998 y 2002.

## Colecciones
El jardín contiene una serie de áreas al aire libre en las cuales se reproducen los hábitat de la Europa Central, incluyendo brezo, duna, estepa, pantano, y estanque, así como 20 diferentes comunidades de bosque. También contiene colecciones de plantas de cultivo para cosechas de alrededor del mundo, las plantas medicinales y aromáticas, y las flores anuales y perennes.
Los invernaderos del jardín contienen unas 800 especies, incluyendo cactus y suculentas, plantas carnívoras, piñas, plátano, café, mandioca, vainilla, naranjas, ratán, taro, y sisal, como sigue:
- Invernaderos Tropicales (500 m²) - con plantas silvestres y de cultivos de Centro y Sur de América.

- Invernaderos Mediterráneos - con aproximadamente 100 especies incluyendo plantas silvestres y ornamentales tales como Cistus, Echium, romeros, y adelfas.

- Invernaderos de Cactus y suculentas (120 m²) - primordialmente cactus y suculentas procedentes de México, además de suculentas procedentes de Sudáfrica y Madagascar.

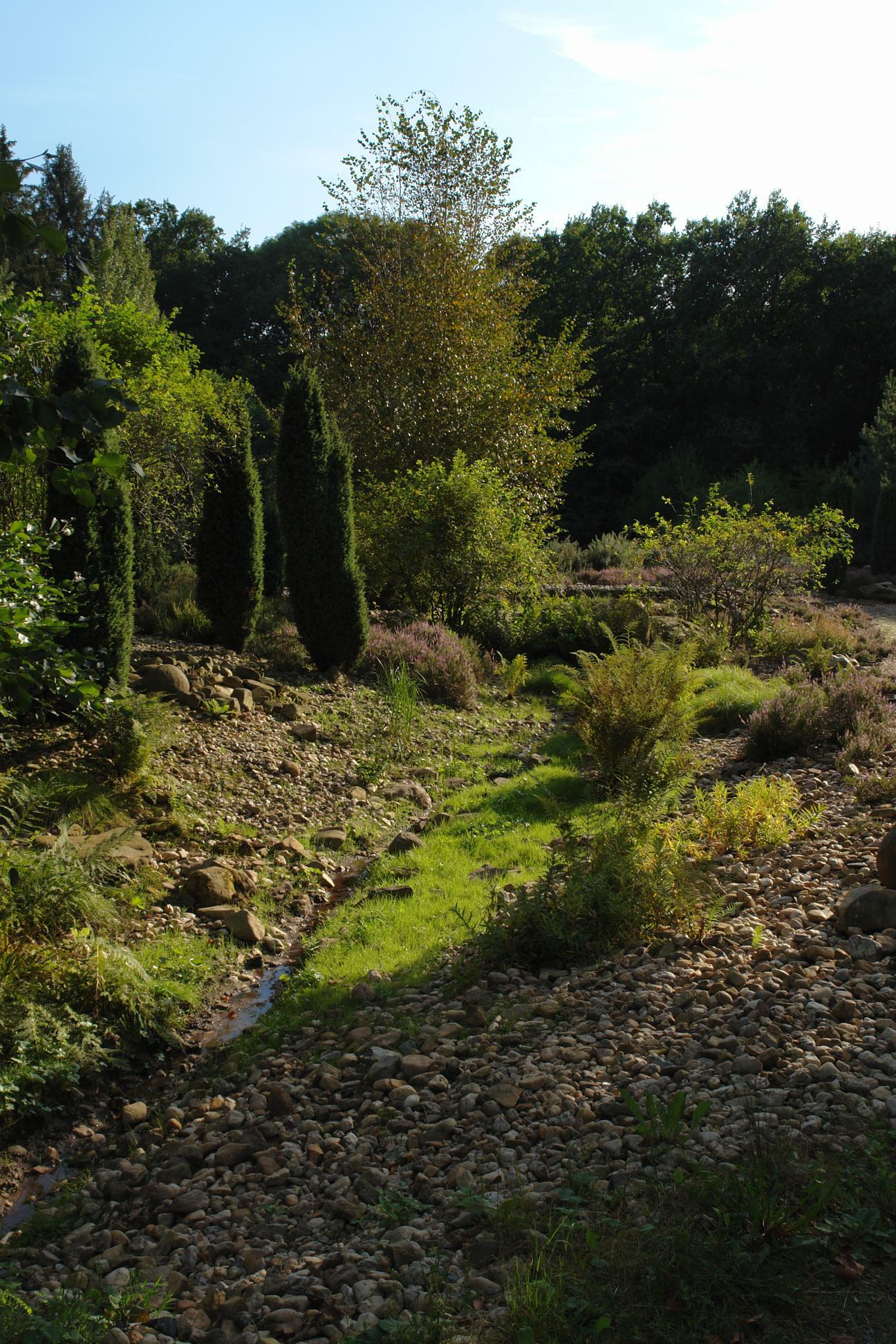
Biotopo de brezal en el "Botanischer Garten Chemnitz".
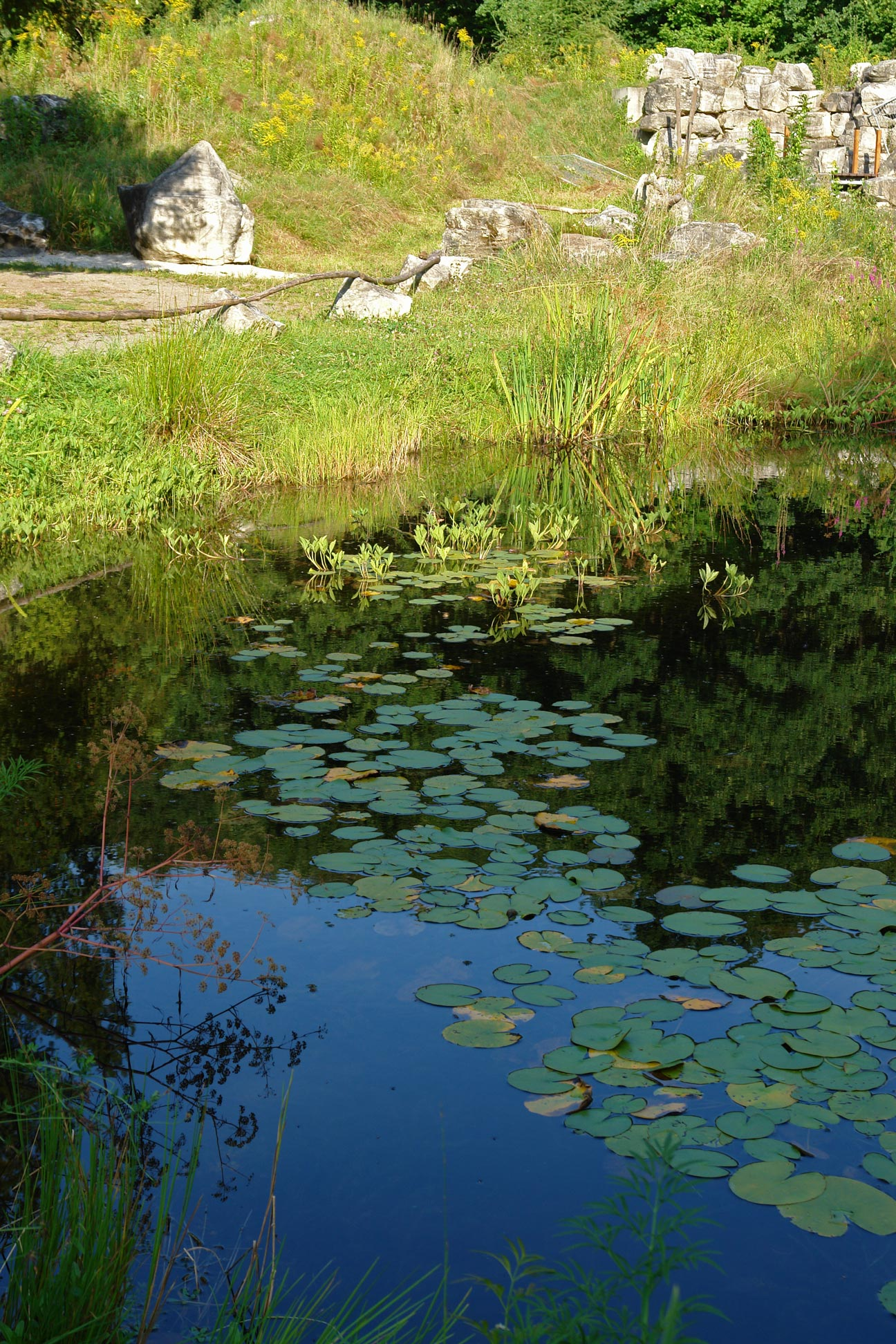
Charca con plantas acuáticas y de humedal.
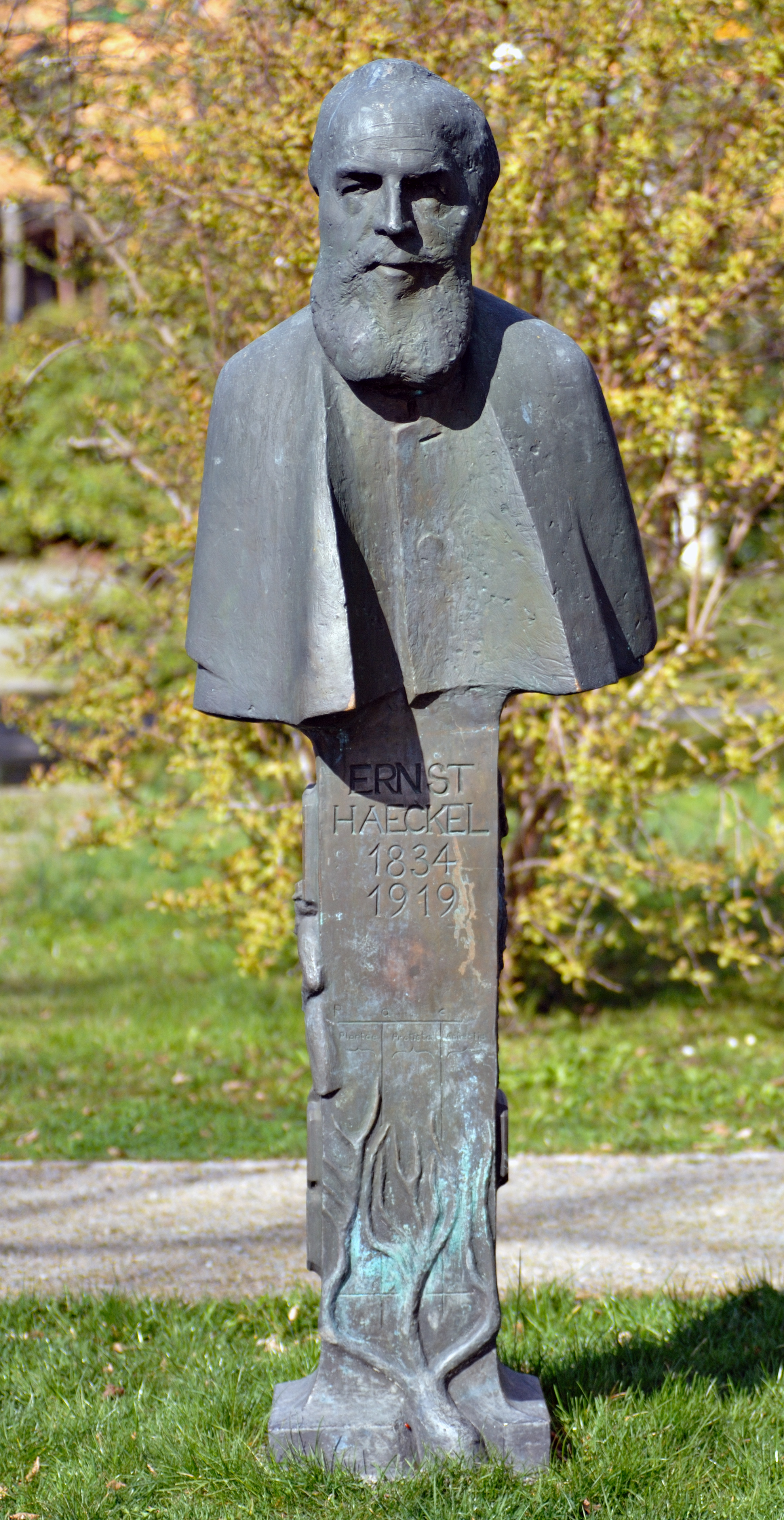
Estatua de Ernst Haeckel.
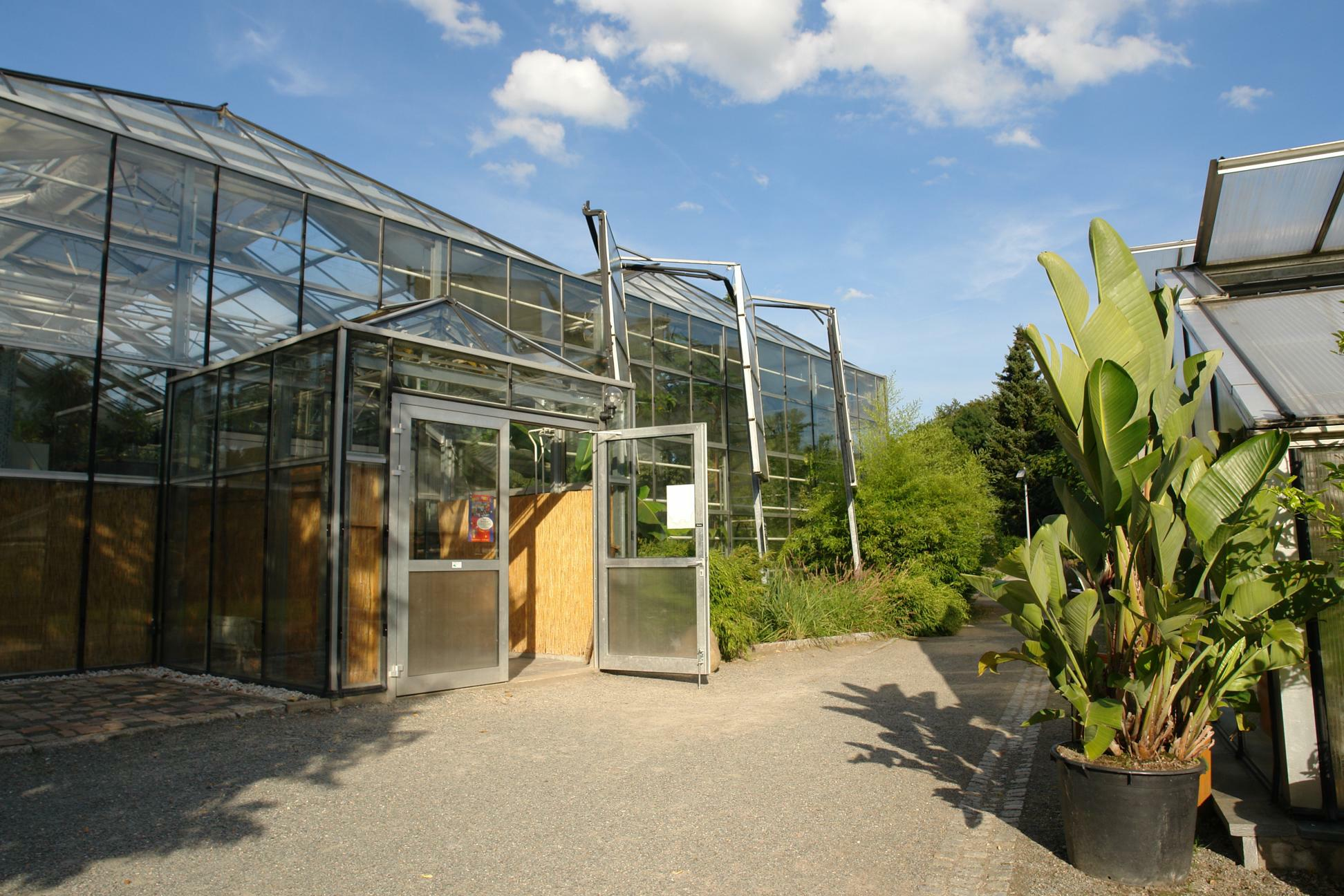
Invernaderos.